# رویان (نور)
رویان شهری از توابع بخش مرکزی شهرستان نور در استان مازندران ایران است و در غرب این استان که در کنارهٔ دریای مازندران واقع شده است و بین شهرهای نور و نوشهر قرار دارد. شهر رویان از غرب به شهرستان نوشهر، از شمال به دریای مازندران و از جنوب به کوه‌های البرز منتهی می‌شود و فاصلهٔ آن با مرکز استان مازندران شهر ساری حدوداً ۱۱۸ کیلومتر است. رویان از نظر موقعیت جغرافیایی در ۳۶ درجه و ۳۴ دقیقه عرض شمالی و ۵۱ درجه و ۵۷ دقیقه طول شرقی واقع شده است و در سال ۱۳۹۵ دارای جمعیت ۷٬۷۳۱ نفر بوده است. مردم رویان از قومیت طبری هستند و به زبان مازندرانی صحبت می‌کنند.
رویان در گذشته نام منطقه وسیعی از مرکز و غرب مازندران بوده است. به دلیل نسبت تاریخی و تنگاتنگ شهر علمده با منطقه رویان، یکی از پنج شهر شهرستان نور است.
علمده به پیشنهاد تاریخ‌نگار معاصر (عبدالرفیع حقیقت) به شورای شهر وقت به رویان تغییر نام یافت.

## مردم
شهر رویان در سال ۱۳۹۵ دارای جمعیتی بالغ بر ۷٬۷۳۱ نفر بوده است.
زبان مردم رویان زبان طبری با گویش کجوری است که به گویش مردم شهرستان نور و نوشهر و شرق چالوس شباهت دارد.
همچنین دو گویش طبری کجوری و طبری کلارستاقی زیر مجموعه گویش کهن طبری رویانی هستند که از شهرستان نور تا شهرستان تنکابن گویش می‌شود. گویش طبری رویانی زبان حکام اسپهبد رویان نیز بوده است. در گذشته منطقه رویان (طبرستان) از شهرستان نور، نوشهر، چالوس، تنکابن، رودبار الموت، رامسر، طالقان، رودبار قصران و گاهی مرز غربی آن تا رودسر در شرق گیلان امروز ادامه می‌یافت.

## تاریخچه

### وجه تسمیه
در گذشته رویان را علمده یا المده می‌نامیدند. اعتمادالسلطنه در کتاب التدوین فی احوال جبال شروین از این شهر با نام‌های علمده یاد کرده است. نام شهر جدید رویان برگرفته از رویان کهن می‌باشد. شهر رویان تا سال ۱۳۷۰ جزو شهرستان نوشهر بود و پس از آن تاریخ به شهرستان نور الحاق گردید.

### دوران باستان

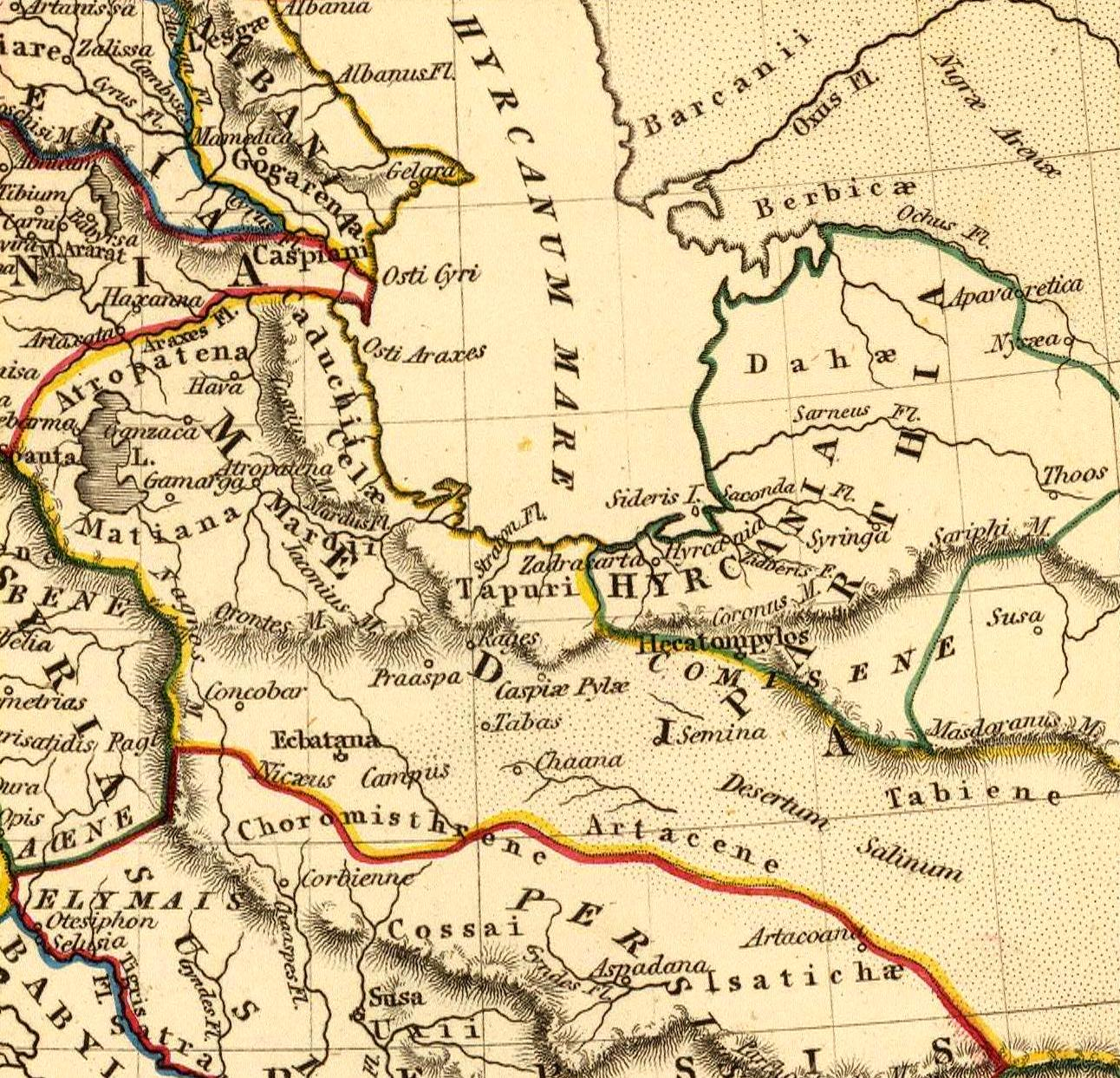
موقعیت تپورها در قرن دوم قبل از میلاد، از شرق سپیدرود تا اسرم هیرکانیا

استان مازندران پیش از اسلام تپورستان (به پهلوی: ) نامیده می‌شد که برگرفته از نام قوم تپوری (به یونانی: Τάπυροι) می‌باشد که پس از اسلام قوم طبری نام گرفتند و سرزمین‌شان طبرستان نامیده شد.
به اعتقاد مورخان آماردها نخستین سکنه باستانی مازندران بودند و آماردها از آمل تا تنکابن و تپورها از آمل تا گرگان سکونت داشتند. در عصر هخامنشی در کرانهٔ جنوبی دریای مازندران اقوام، تپوری، آمارد، آناریاکه و کادوسی سکونت داشتند. مورخان آماردها را به مردمان داهه و سکایی و پارسی پیوند داده‌اند.
هرودوت از قبیله مارد (mardes) در کنار دائی‌ها (daens)، دروپیک‌ها (dropiques)، و ساگارتی‌ها (sagarties) به عنوان پارس‌های کوچنشین و صحراگرد یاد کرده است. پلینیوس مورخ یونانی محل آماردها را قسمت شرقی مارگانیا شناسایی کرده است. استرابون (۶۳ ق. م) قوم آمارد را در کنار اقوام تپوری، کادوسی و کرتی به عنوان اقوام کوهستان نشین شمال کشور یاد می‌کند. استرابو می‌نویسد: تمام مناطق این کشور به استثنای بخشی به سمت شمال که کوهستانی و ناهموار و سرد است و محل زندگی کوهنشینانی به نام کادوسی (Cadusii) و آماردی (Amardi) و تپوری (Tapyri) و کرتی (Cyrtii) و سایر مردمان دیگراست، حاصلخیز است.
به گفته واسیلی بارتلد تپوری‌ها در قسمت جنوب شرقی ولایت سکونت داشتند و در قید اطاعت هخامنشیان درآمده بودند و آماردها مغلوب اسکندر مقدونی و بعد مغلوب اشکانیان شدند و اشکانیان در قرن دوم ق.م. آنها را در حوالی ری سکونت دادند و اراضی سابق آماردها به تپوری‌ها اهدا شد و بطلمیوس در شرح دیلم یعنی قسمت شرقی گیلان در ساحل بحر خزر در آن زمان از تپوری‌ها نام می‌برد.به گفته یحیی ذکا در «کاروند کسروی» آورده است: آماردان یا ماردان، در زمان لشکرکشی اسکندر مقدونی به ایران، این تیره در مازندران نشیمن می‌داشتند و آن هنگام هنوز قبایل تپوران به آنجا نیامده بودند. به گفته مجتبی مینوی قوم آمارد و قوم تپوری در سرزمین مازندران می‌زیستند و تپوری‌ها در ناحیه کوهستانی مازندران و آماردها در ناحیه جلگه‌ای مازندران سکونت داشتند. در سال ۱۷۶ ق. م فرهاد اول اشکانی قوم آمارد را به ناحیه خوار کوچاند و تپوری‌ها تمام ناحیه مازندران را فرو گرفتند و تمام ولایت به اسم ایشان تپورستان نامیده شد.

### منطقه کجور
محدوده تاریخی کجور از شمال به دریای مازندران از غرب به رود چالوس از شرق به سولده (نور) و از جنوب به دره نور محدود می‌شود. منطقه کجور به همراه کلارستاق، لنگا، تنکابن، سخت‌سر و هوسم بخشی از رویان کهن بود که بعدها رسمتدار نام گرفت. رویان کهن از نواحی غربی طبرستان محسوب می‌شده است.

### رویان

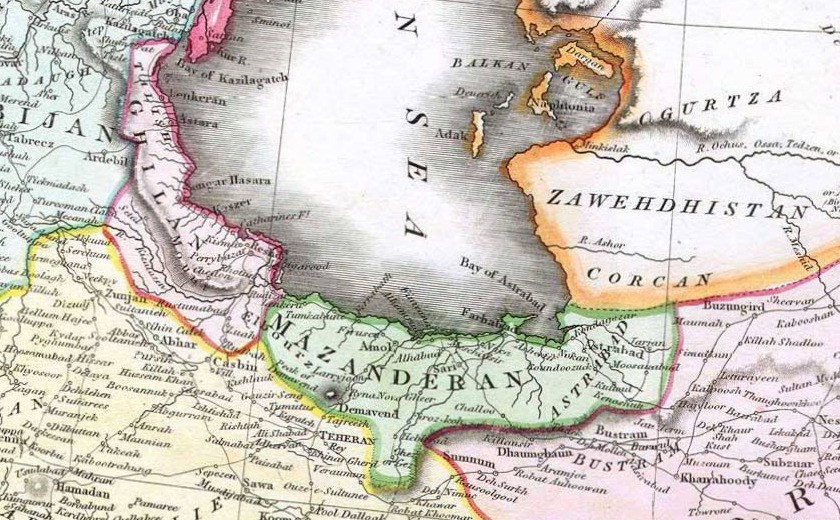
نقشه قدیم مازندران ۱۸۱۴ میلادی

رویان به سرزمینی آباد در غرب مازندران گفته می‌شد که شامل نور، کجور، کلارستاق، لنگا، تنکابن، سختسر، هوسم، الموت، طالقان، لورا، ارنگه، رودبار قصران و لارقصران می‌شد. به گفته ابن فقیه همدانی، رویان از کوره‌های طبرستان است و از شهرهای رویان: چالوس، لارز، شرز و بذشوارجر است. در حدودالعالم؛ ناتل، چالوس و کلار از کورهٔ رویان و جزئی از خاک طبرستان معرفی شده است. شهرهای آمل، چالوس، کلار، سعیدآباد و رویان جزئی از سرزمین قوم تپوری بودند.

### رستمدار
از قرن هفتم تا دوره صفویه منطقهٔ رویان عمدتاً با نام رویان یا رستمدار شناخته می‌شد و در این دوره مرزهای ولایت رستمدار شامل مناطق کلارستاق، کجور، نور، طالقان، لاریجان، لواسانات، شمیرانات و مناطق پشت کوه البرز مرکزی می‌شد. سابقاً طبرستان شامل گرگان، استرآباد، مازندران و رستمدار می‌شد یعنی سرتاسر ناحیه‌ای که بین دینار جاری در مشرق و ملاط لنگرود (واقع در گیلان) در مغرب بود را شامل می‌گشت. سرحدات قدیمی رستمدار عبارت بود از: سیسنگان یا رودخانه مانهیر در مشرق و ملاط لنگرود در مغرب. مدتی بعد این سرحدات تغییر شکل یافتند و می‌توان گفت که رستمدار ناحیه‌ای را که از آمل تا گیلان ادامه می‌یافت شامل می‌شد. رویان نام اراضی مسطح بود ولی همچنین به سرتاسر رستمدار نیز گفته می‌شد.